# William Alexander Richardson
William Alexander Richardson (ur. 16 stycznia 1811, zm. 27 grudnia 1875) – amerykański polityk piąty gubernator Terytorium Nebraski, senator i członek Izby Reprezentantów ze stanu Illinois. Należał do Partii Demokratycznej.
Urodził się blisko Lexington w hrabstwie Fayette stanu Kentucky. Uczył się na Transylvania University. Studiował prawo. W 1831 roku rozpoczął praktykę adwokacką w Shelbyville, stolicy hrabstwa Shelby stanu Illinois. W latach 1836–1838, członek stanowej izby reprezentantów, a następnie stanowego senatu (1838–1842 i 1844–1846). W 1844 r. był jednym z elektorów wybierających prezydenta USA.
Podczas wojny amerykańsko-meksykańskiej wstąpił do wojska jako kapitan i został awansowany na majora.
Po wojnie wyjechał do Quincy, stolicy hrabstwa Adams stanu Illinois. Został członkiem Kongresu 30. kadencji, by zająć miejsce po Stephenie A. Douglasie. Ponownie wybrano Richardsona do Kongresu na kadencje 31. 32. 33. i 34. Zrezygnował w sierpniu 1856 r., by ubiegać się o fotel gubernatora Illinois, lecz przegrał wybory. Od 12 stycznia 1858 r. gubernator Terytorium Nebraski przez prawie rok. Od 1861 ponownie Kongresie (37. kadencja). W 1863 otrzymał fotel Senacie, by zająć miejsce Orvilla Browninga. Nie został wybrany ponownie dwa lata później. 
Przez resztę życia zajmował się pracą nad gazetą. Zmarł w Quincy w Illinois i tam został pochowany. Na jego cześć nazwano hrabstwo Richardson w Nebrasce.